# Gryfice
Gryfice là một thị trấn thuộc huyện Gryficki, tỉnh Zachodniopomorskie ở tây-bắc Ba Lan. Thị trấn có diện tích 12 km². Đến ngày 1 tháng 1 năm 2011, dân số của thị trấn là 16541 người và mật độ 1334 người/km².